# Rio Ibicuí
O rio Ibicuí é um rio brasileiro localizado no estado do Rio Grande do Sul. É um afluente do rio Uruguai, que dali vai à Bacia Platina e, daí, por seqüência, ao Oceano Atlântico, no Oeste do Rio Grande do Sul.
Ibicuí significa terra de areia na língua Tupi-Guarani. O Ibicuí é um rio com 673 km de extensão (considerando 380 km do seu principal formador, Rio Santa Maria, e 293km da confluência dos rios Santa Maria e Ibicuí Mirim até a foz no rio Uruguai), que separa, entre outras, as cidades de Uruguaiana de Itaqui. É formado pela junção do Rio Ibicuí-Mirim, cuja foz fica em Cacequi, e pelo rio Santa Maria, mas ao longo do curso recebe também a contribuição dos rios Toropi, Jaguari, Itu, Ibirapuitã. É o maior afluente do rio Uruguai, com uma vazão anual média variando de 900 a 1000 metros cúbicos por segundo (terceira maior do RS). Sua bacia abrange 30 municípios, drenando uma área aproximada de 47 100 km². Desses municípios, apenas Manoel Viana, têm sua sede às margens do Ibicuí.

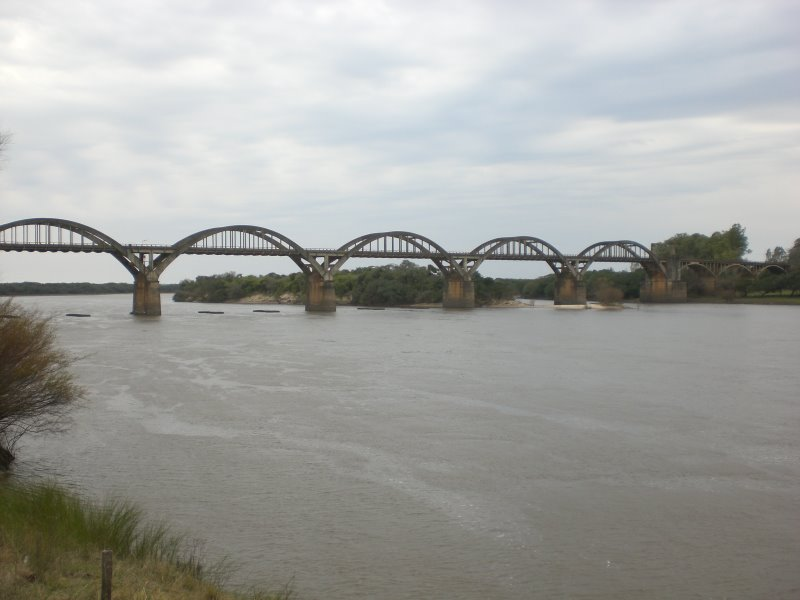
Ponte Gen. Osório- Manoel Viana/RS

O Rio se caracteriza pelas excelentes praias fluviais criadas, com suas belas areias brancas, muito finas, que possibilitam um recurso muito importante no quesito entretenimento. Junto a isto soma-se a possibilidade de pescarias emocionantes. Apresenta em grande parte uma topografia de margens baixas e fundo arenoso, o que na época das chuvas gera problemas de alagamentos ao longo de seu curso.
O uso recreativo das águas é intenso nesta                           bacia, existindo diversos balneários públicos                           espalhados pela bacia, a FEPAM, através do Projeto                           Balneabilidade, monitora anualmente diversos destes balneários. 
Por outro lado, a extensa captação de água para agricultura e pecuária, juntamente com a extração de areia, modificam constantemente o leito do rio, o que o torna extremamente frágil dentro de um ecossistema muito delicado, pois associado a isto existe o consumo desordenado de agrotóxicos, que poluem suas águas em determinados trechos. Embora a conscientização sobre sua preservação seja uma demanda forte de escolas e órgãos públicos, ainda há problemas que o deixam na mira, como um dos rios mais frágeis do estado.

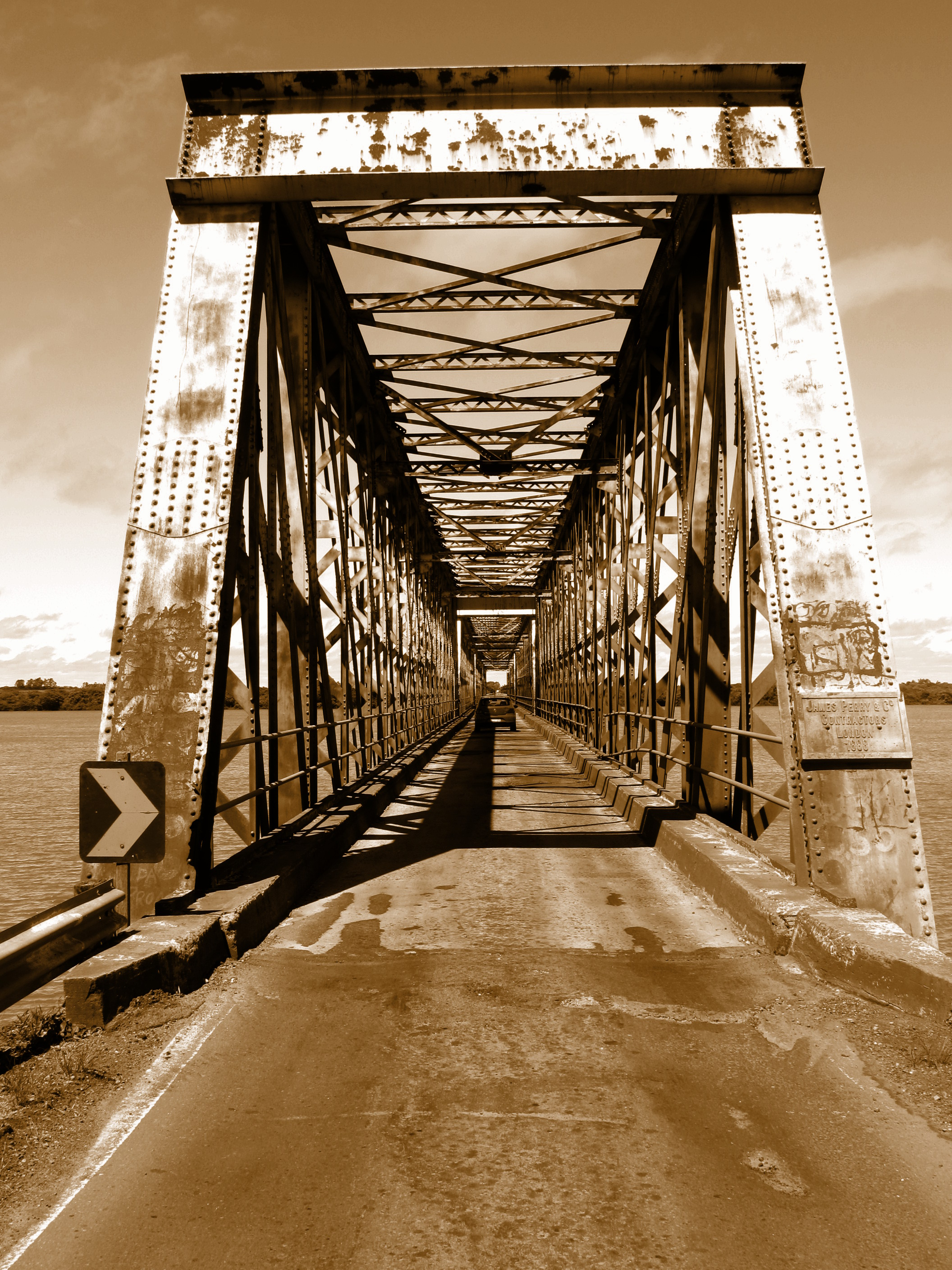
Ponte sobre o Rio Ibicuí na BR-472 entre Itaqui e Uruguaiana

Devido a sua navegabilidade durante as cheias, já foi alvo de diversos estudos como meio de transporte para escoamento da produção entre a Fronteira Oeste  às regiões centrais do estado, mas devido a efetivação de políticas públicas não foi avante. A Fepam junto com a Marinha do Brasil, realiza uma forte fiscalização durante a época da piracema, preservando o rio da pesca predatória, a fim de manter o sustento de muitas comunidades de pescadores que sobrevivem exclusivamente desta atividade. Um comitê para gerenciamento da Bacia Hidrográfica do Rio Ibicui foi criado em 8 de julho de 2000, pelo Decreto Estadual Nr 40.226, onde uma das finalidades é proteger e monitorar e proteger o ecossistema a ele associado.

## Bacia Hidrográfica do Rio Uruguai
O Rio Ibicui é o principal contribuinte desta bacia com uma disponibilidade estimada de 67 613,67 m³/hab/ano, composto de duas sub-bacias (Santa Maria: 52 476,52 m³/hab/ano, com uma vazão média de 310,13m³/seg  e do Uruguai: 78 716,59 m³/hab/ano, vazão média de 644,23m³/seg).